# 西班牙传教风格
西班牙传教风格（英语：Spanish Missions），使命复兴式建筑（英语：Mission Revival Architecture），加州使命式建筑或直接缩写为使命式建筑（英语：Missions）是19世纪末盛行于美国西南部原西班牙语区的一种建筑风格。该类建筑开始时多为方济会的天主教传教所，但因为其优雅的外形慢慢开始被其他设施采用。使命式建筑试图复兴安达卢西亚摩尔时期的古朴风格，具有地中海古典建筑的和谐比例，平缓房顶，和窄小的窗户。

## 图集

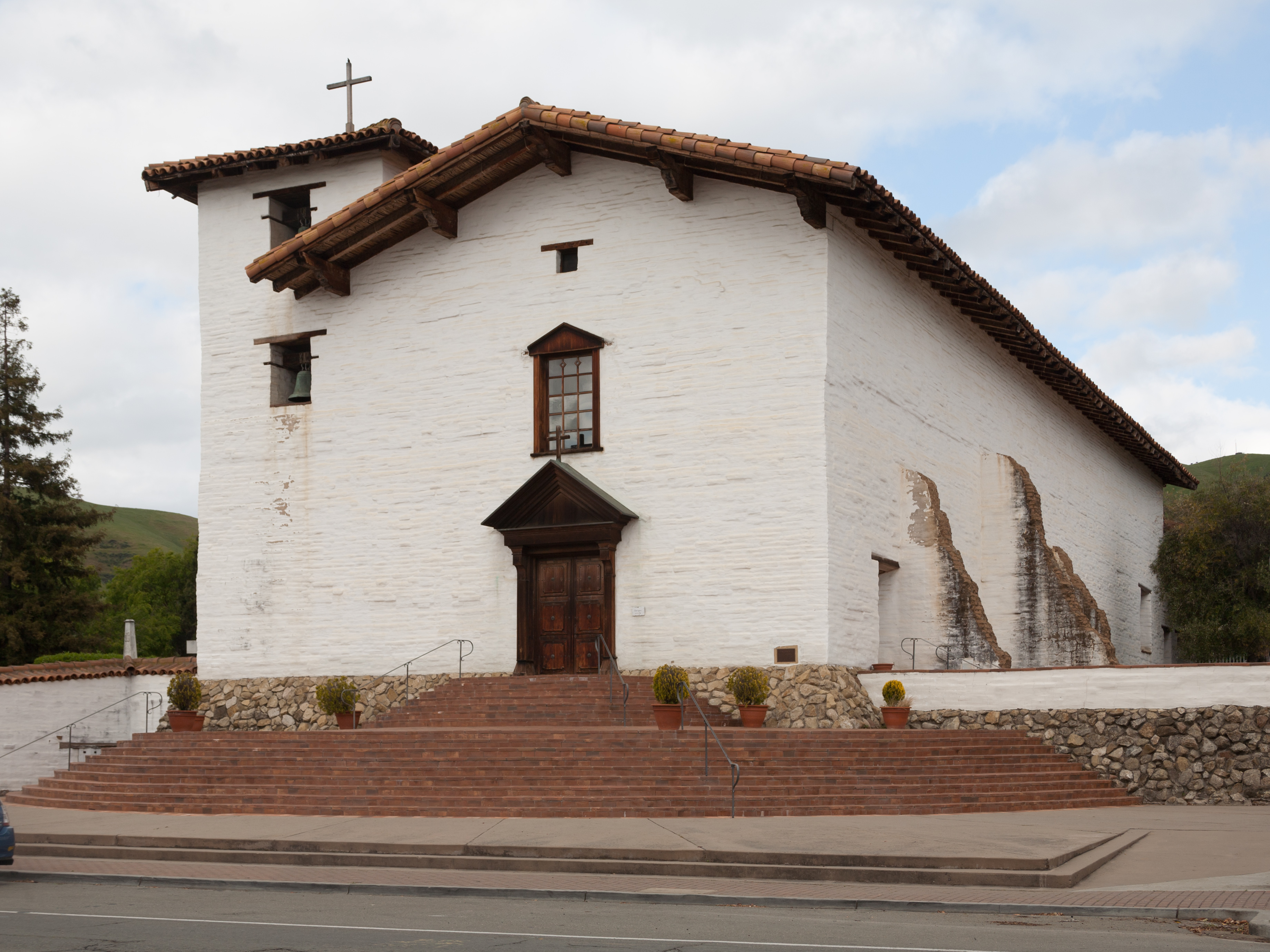
圣何塞传教所
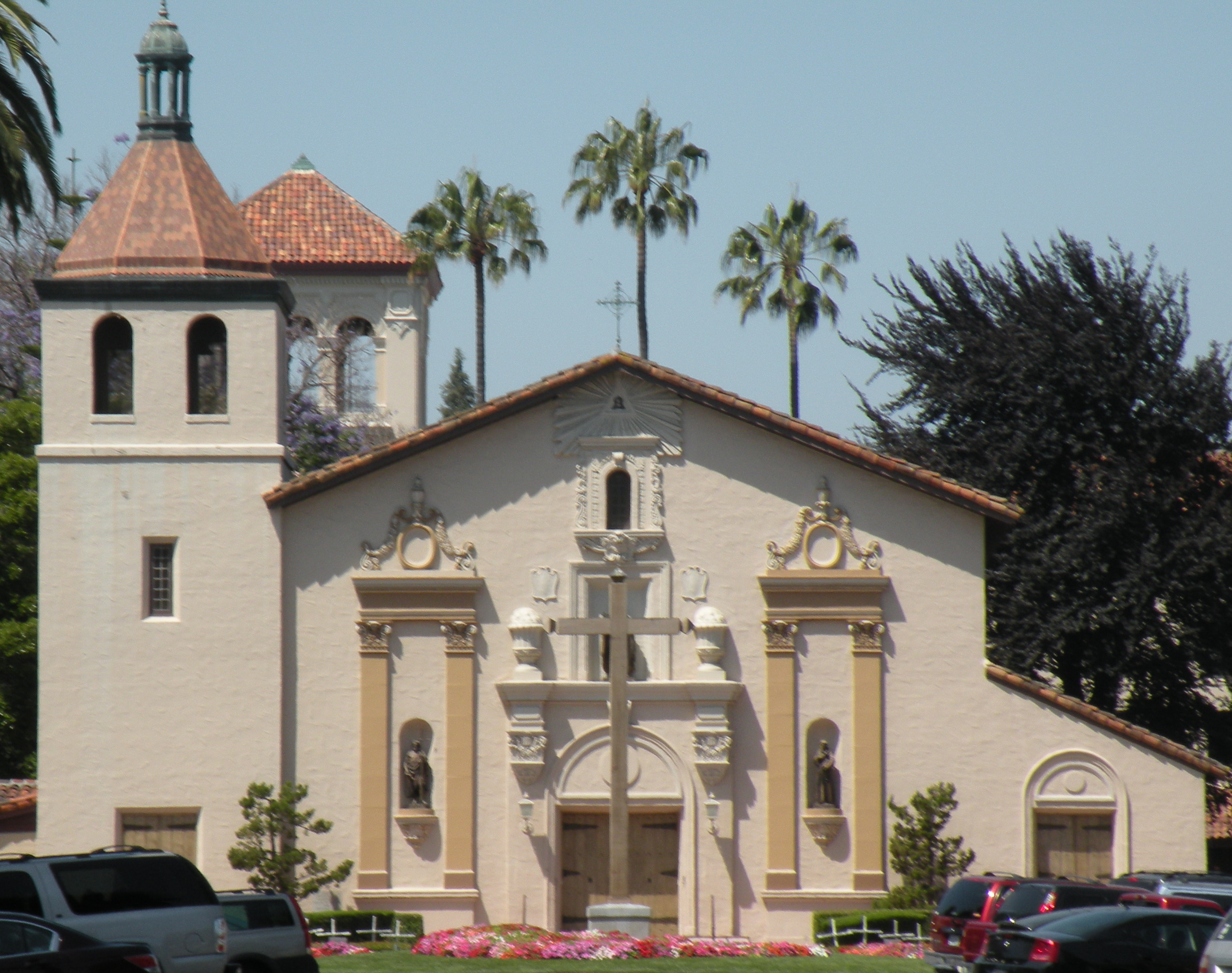
圣克拉拉大学
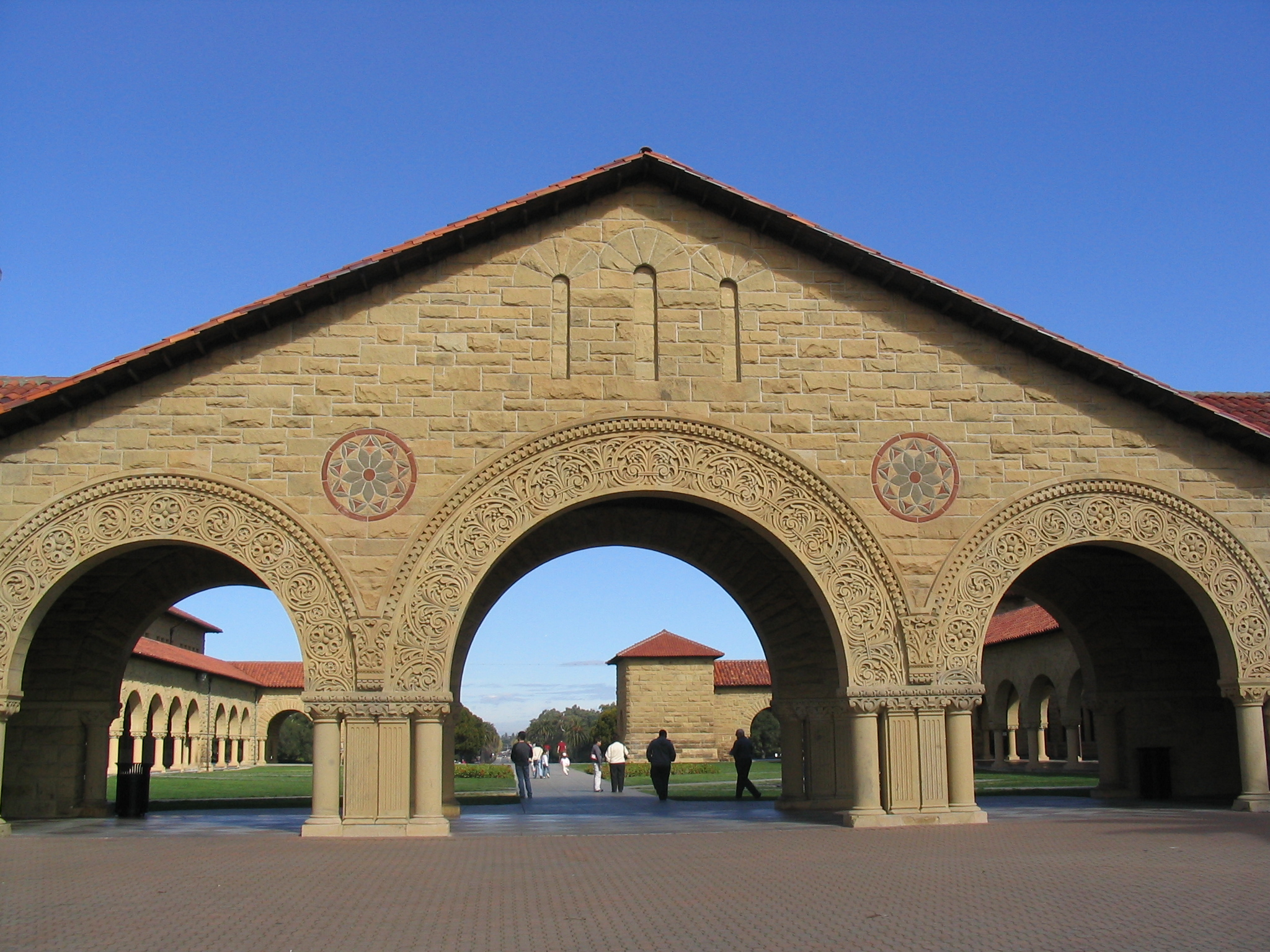
斯坦福大学
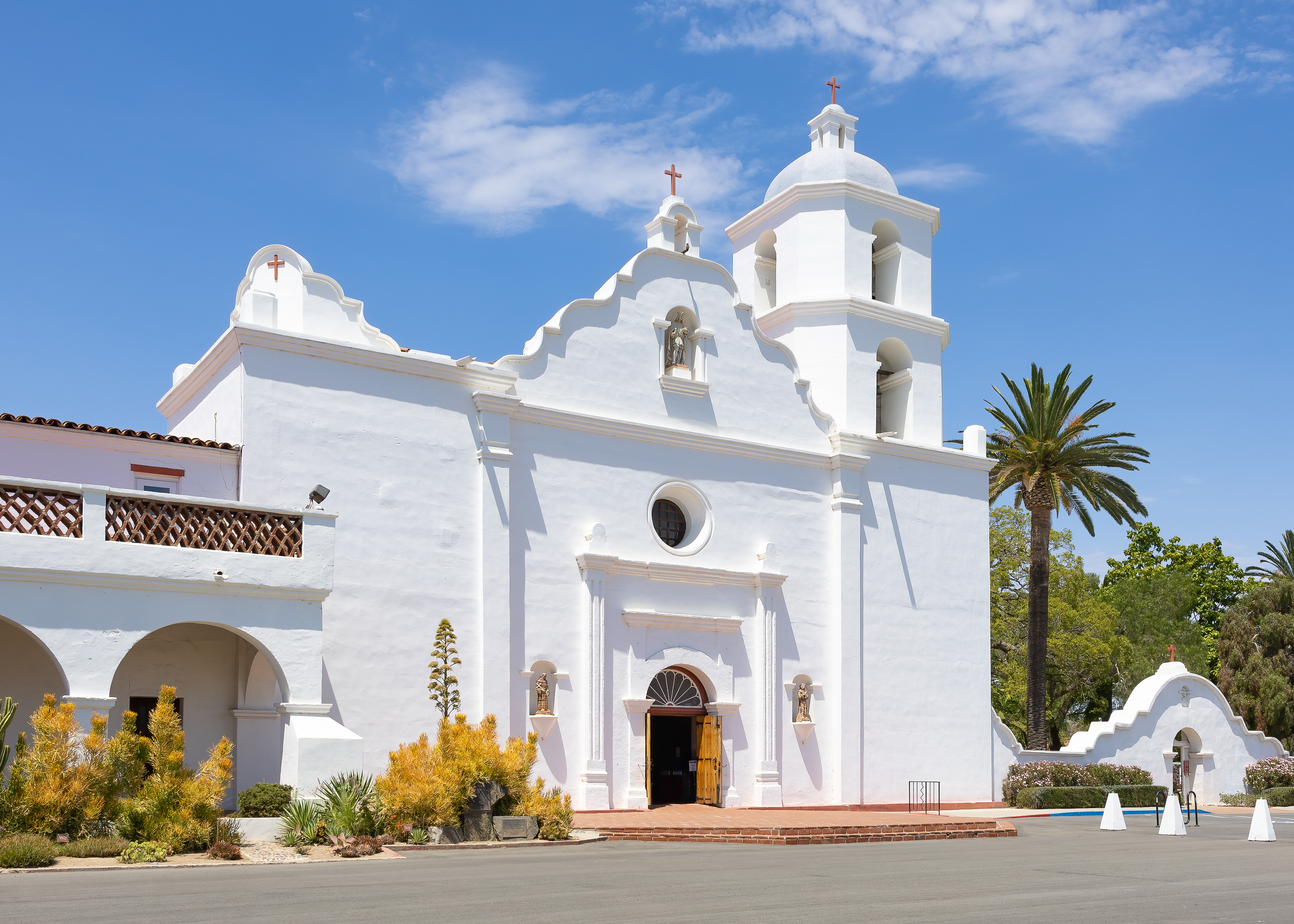
路易九世堂
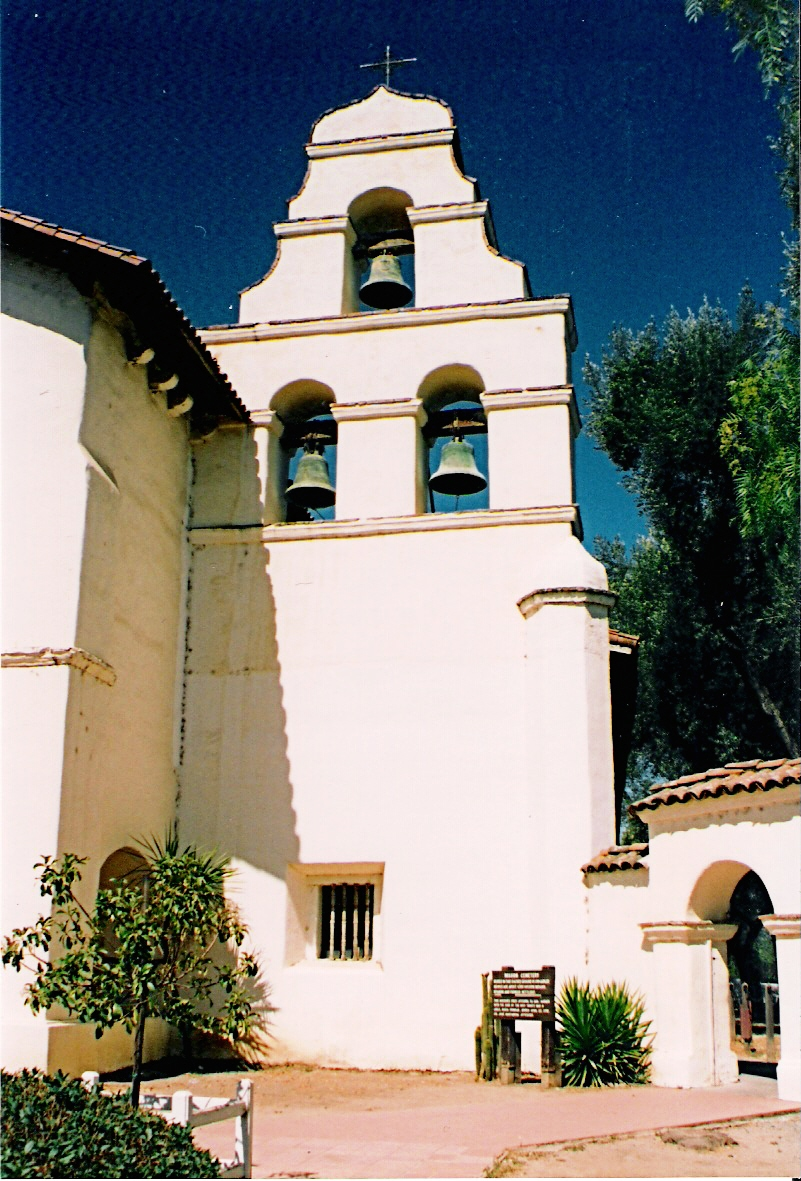
圣胡安巴蒂斯塔传教所钟楼
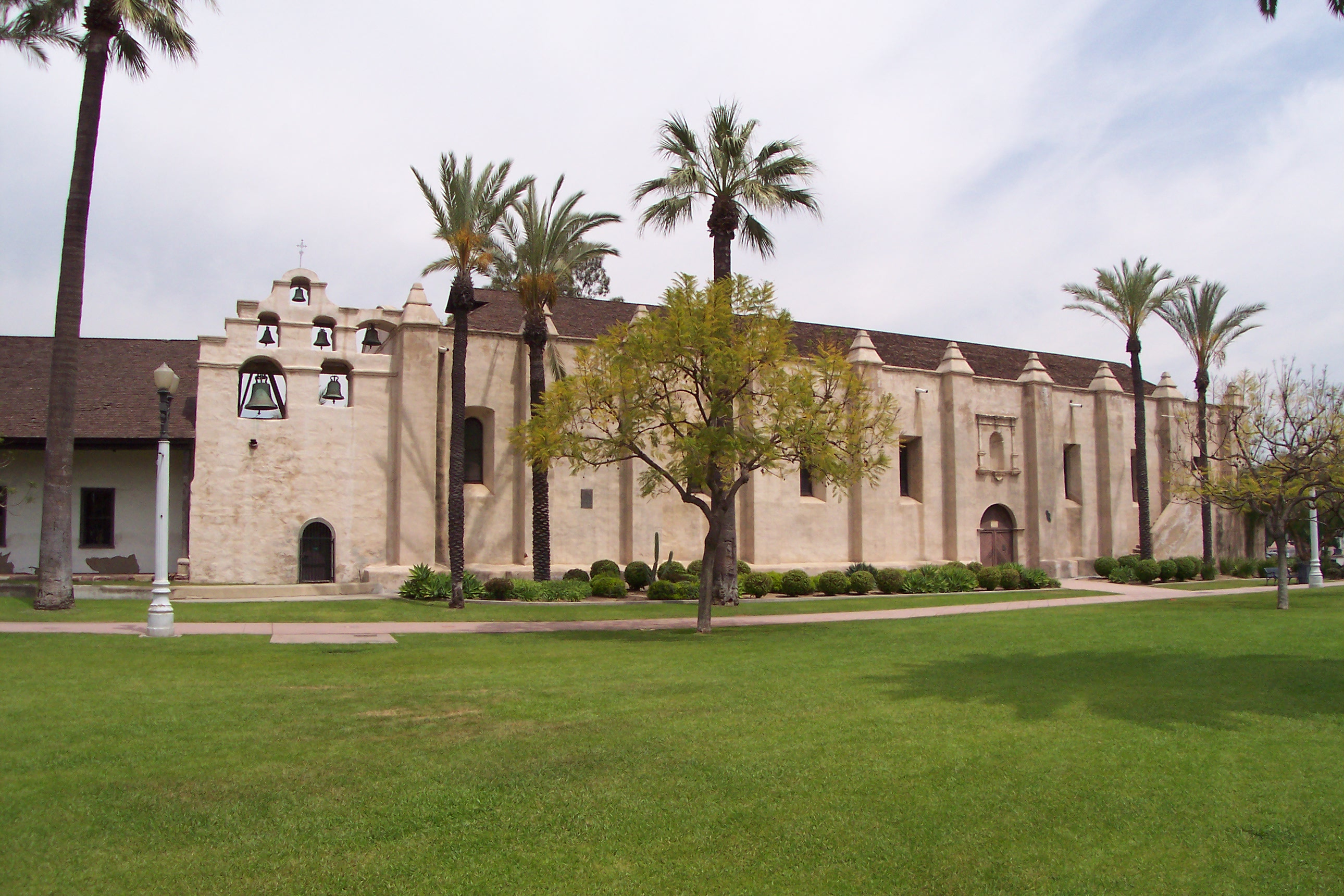
天使长加百列传教所
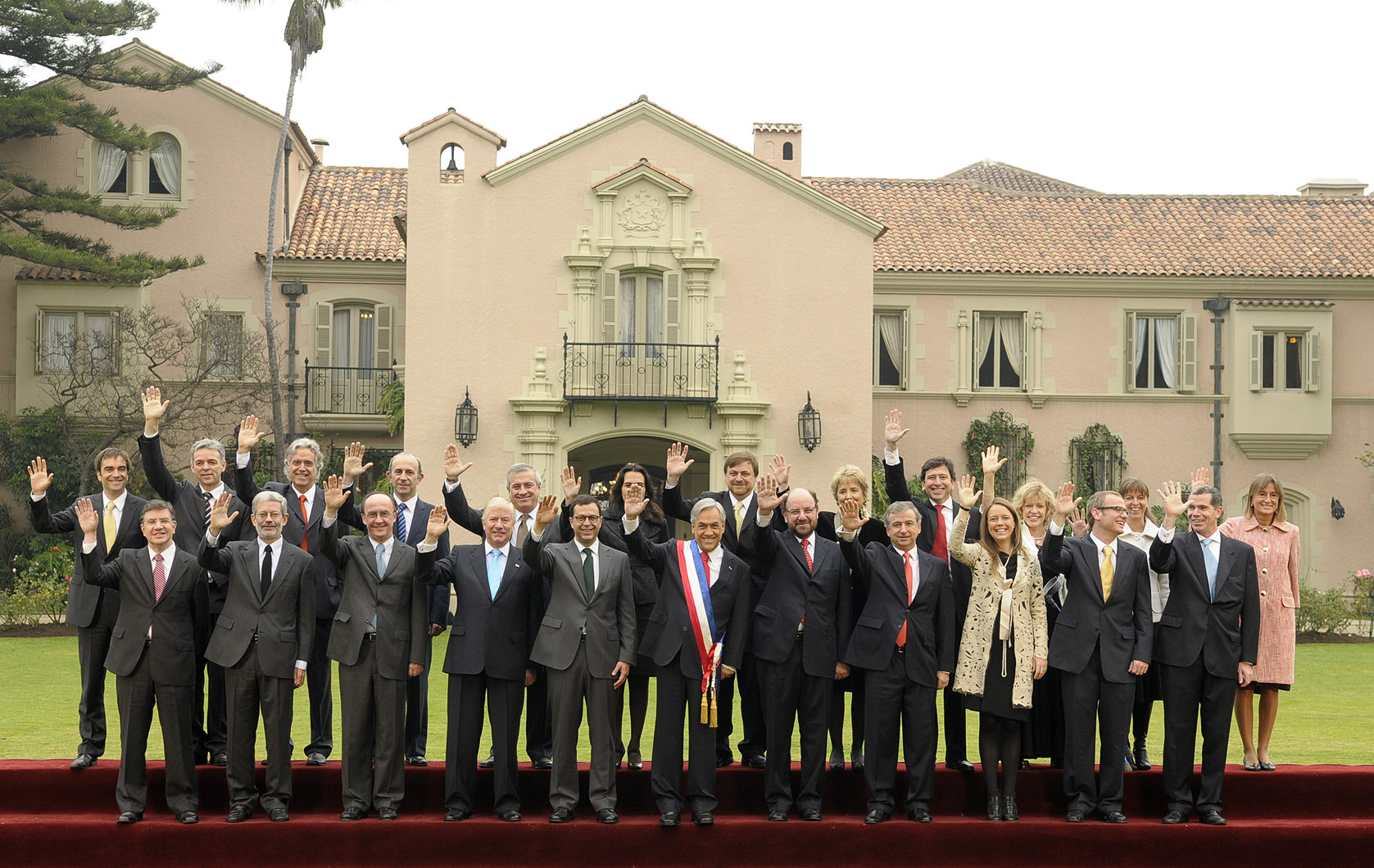
智利比尼亚德尔马总统府
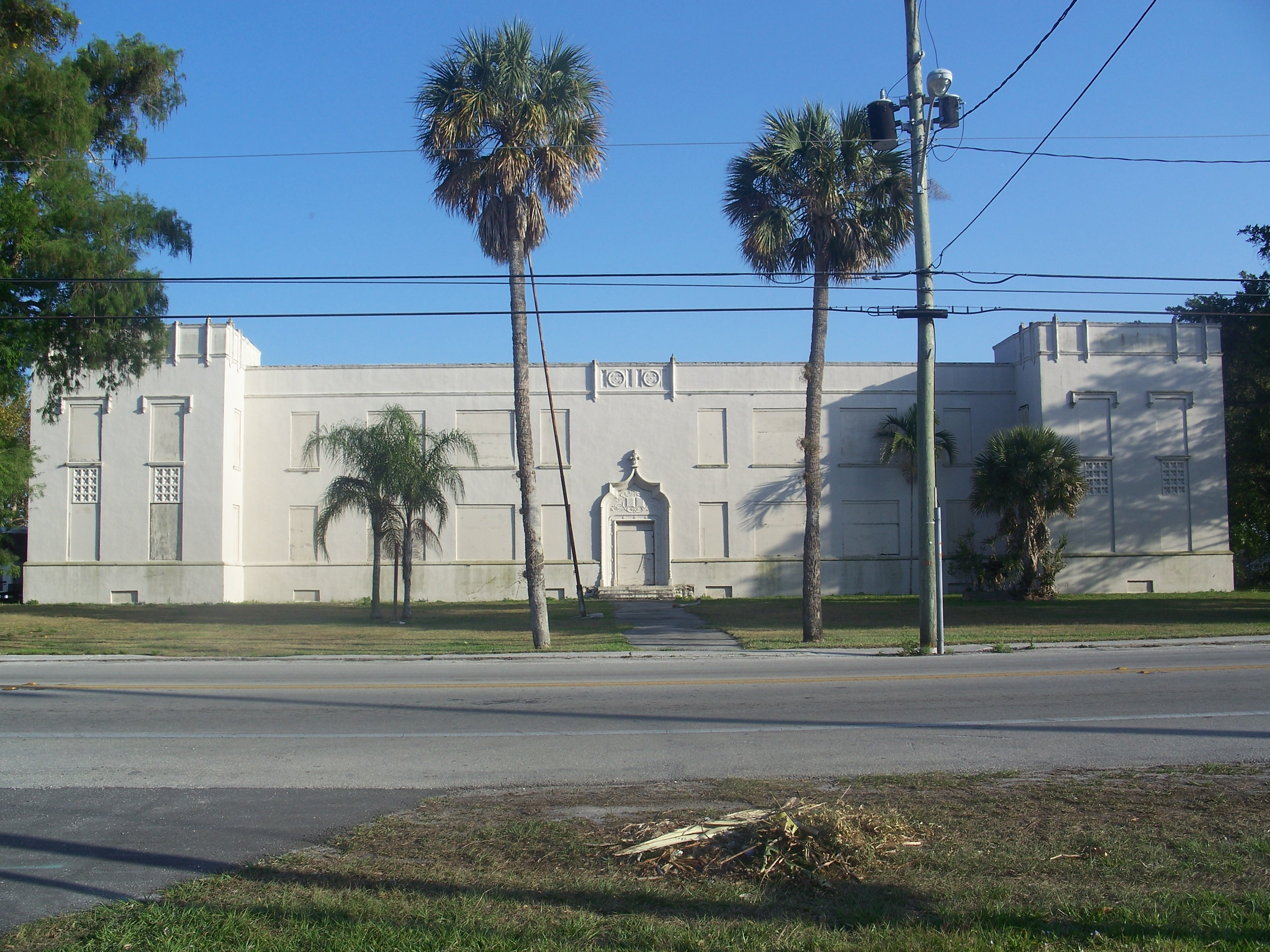
帕霍基高中
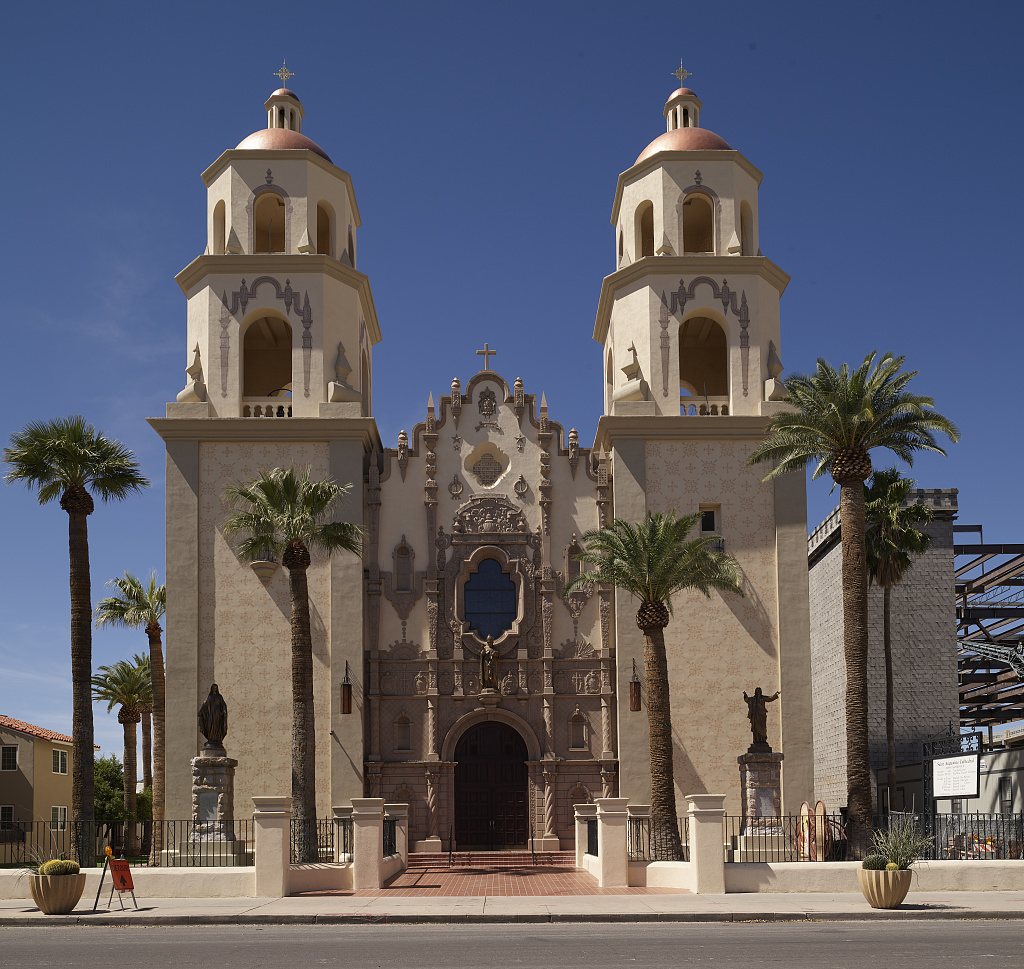
图森圣奥古斯丁主教座堂

## 延伸阅读
- 摩尔式建筑
- 安第斯巴洛克